# Lumbrineris fallax
Lumbrineris fallax är en ringmaskart som beskrevs av Jean Louis Armand de Quatrefages de Bréau 1866. Lumbrineris fallax ingår i släktet Lumbrineris och familjen Lumbrineridae. Inga underarter finns listade i Catalogue of Life.